# Petr Bezruč

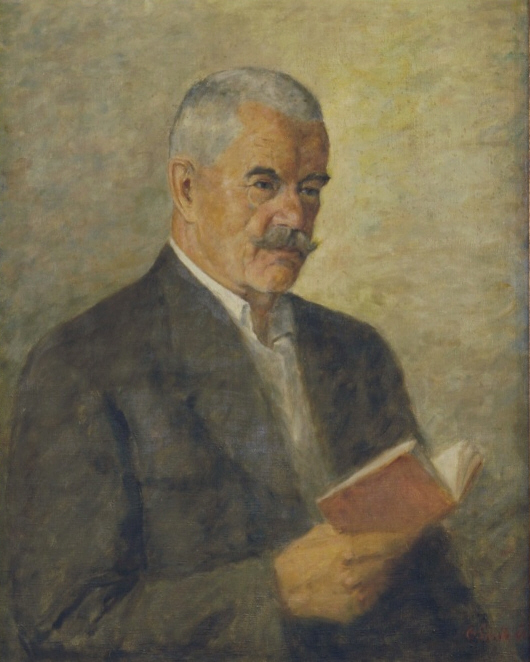
Petr Bezruč, Porträt im Bezruč-Haus Opava

Petr Bezruč war ein Pseudonym eines tschechischen Dichters, der nach der populärsten Theorie mit Vladimír Vašek (* 15. September 1867 in Opava; † 12. Februar 1958 in Olmütz) verbunden ist. Ondřej Boleslav Petr (* 1853 in Bruzovice; † 1893) wurde auch von anderen, z. B. von dem Liedermacher Jaromír Nohavica, als Autor von zumindest Teilen von Bezručs Gedichten betrachtet.

## Leben
Das Pseudonym wurde zunächst am 18. Februar 1899 in der Zeitung Čas unter drei Gedichten benutzt. Die folgenden sehr emotionalen Werke wurden schnell kontrovers und weiter bekannt. Die Identität von Petr Bezruč wurde erst 1910 von Vladimír Vašek bekannt gegeben, aber nicht alle glaubten, dass alle Gedichte Petr Bezručs von ihm geschrieben wurden. Vladimír Vašek war ein Sohn des Lehrers und Philologen Antonín Vašek und der Marie Vašková. Er studierte klassische Philologie an der Karlsuniversität in Prag, wo er mit Jan Herben und Vilém Mrštík befreundet war. Später war er Beamter der Bahnhofspost in Brünn. Seine Gedichte publizierte er meist in der Beilage der Zeitschrift Čas (Zeit) und in eigenen Gedichtsammlungen, deren bekannteste die Schlesischen Lieder (Slezské písně) sind. Er liebte die Umgebung von Ostrava und Český Těšín und verbrachte viel Zeit in der Gebirgslandschaft der Mährisch-Schlesischen Beskiden. Im Jahre 1945 erhielt er die Auszeichnung Nationaler Künstler der Tschechoslowakei.
Das Schlesische Landesmuseum betreut das Wohnhaus Bezručs in Opava (Památník Petra Bezruče) sowie seine Blockhütte in Ostravice mit Ausstellungen zum Leben des Dichters. Der Asteroid des mittleren Hauptgürtels (3096) Bezruč ist nach ihm benannt.

## Werke
Bezruč war vom Symbolismus und der Tschechischen Moderne beeinflusst. Beim Aufenthalt in Frýdek-Místek lernte Vladimír Vašek die sozialen und nationalen Verhältnisse der Arbeiterschaft an der polnisch-tschechischen sprachlichen Grenze im Teschener Schlesien kennen. Auf seine Gedichte wirkte sich auch seine Lungen- und Nervenkrankheit aus. Seine Gedichte popularisierten unter Tschechen die Theorie der polonisierten Mährer.
Bezruč schilderte in seinen Werken die Not und das Elend der mährischen Arbeiter, in seinen Texten sind jedoch auch antisemitische Passagen enthalten, die ein antikapitalistisches Motiv hatten und nicht allgemein gegen Juden angelegt waren.
Einen großen Einfluss auf sein Leben und Werk hatte sein Freund und Dichter Ondřej Boleslav Petr (1853–1893), dem auch die Mitwirkung an den Schlesischen Liedern nachgesagt wird.
Die Person von Bezruč wurde für die Tschechen ein Symbol des tschechischen Schlesiens. Er wurde z. B. als ein Argument an der Pariser Friedenskonferenz 1919 benutzt.

### In deutscher Übertragung
- Schlesische Lieder. Aus dem Tschechischen übs. von Rudolf Fuchs. Mit einem Vorwort von Franz Werfel. Kurt Wolff, Leipzig 1916; zweite, erweiterte Auflage mit einem langen Vorwort von Rudolf Fuchs, Verlag Julius Kittls Nachfolger, Leipzig – Mährisch Ostrau 1937 (online).
- Wahrheit klirrender Ketten
- Lieder eines schlesischen Bergmanns. Aus dem Tschechischen übersetzt von Rudolf Fuchs. München: Kurt Wolff Verlag, 1926. 65 S.
- Lieder eines Rebellen: Auslese aus den "Schlesischen Liedern. Autorisierte Nachdichtung und Vorw. von Georg Mannheimer. Brünn: Pokorný, 1931.
- Das blaue Ordensband. Nachgedichtet aus dem Čech. von Georg Mannheimer. Brünn: Pokorný, 1932.
- 1867 - 1958 Petr Bezruč. Übersetzt von Jan Milner, Gestaltet von Svatoslav Böhm, Památník Petra Bezruče, Krnov 1965, DNB 994197616.